# Leopold von Fürstenberg

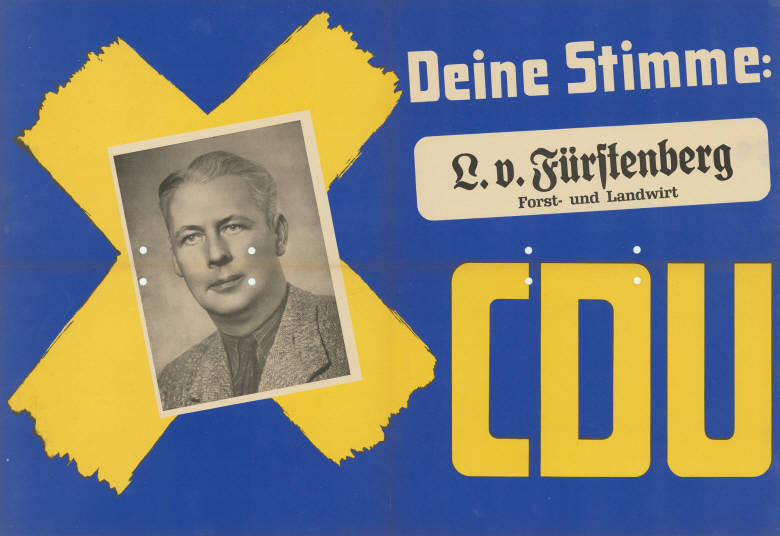
Leopold Freiherr von Fürstenberg auf einem Landtagswahlplakat 1950

Freiherr Leopold von Fürstenberg (* 30. Oktober 1905 in Münster; † 19. Januar 1979) war ein deutscher Politiker und Landtagsabgeordneter (CDU).

## Leben und Beruf
Er stammte aus dem westfälischen Adelsgeschlecht Fürstenberg. Nach dem Besuch der Volksschule und des Gymnasiums Marianum (Warburg) in Warburg mit dem Abschluss Abitur studierte er Forstwirtschaft. Mai 1933 schloss er sich der SS an. Im Anschluss an die große forstliche Staatsprüfung war er als Forstmeister und Landwirt tätig. Von 1968 bis 1973 war er Vorsitzender des Waldbauernverbandes Nordrhein-Westfalen. 1946 wurde Fürstenberg Mitglied der CDU.

## Abgeordneter
Vom 5. Juli 1950 bis zum 4. Juli 1954 war Fürstenberg Mitglied des Landtags des Landes Nordrhein-Westfalen. Er wurde im Wahlkreis 132 Büren direkt gewählt. Dem Stadtrat der Stadt Büren gehörte er ab 1946 an.